# Eggarna
Eggarna är ett naturreservat i Malung-Sälens kommun i Dalarnas län.
Området är naturskyddat sedan 2009 och är 30 hektar stort. Reservatet som genomlöps av Malungsåsen består av barrblandskog.